# هدى (فلم 1959)
هدى هو فيلم مصري أُنتج عام 1959 مُستوحى من قصة الانتصار المظلم. وهو أول فيلم يخرجه رمسيس نجيب وقام بتأليفه كل من محمد أبو يوسف، وحامد عبد العزيز.

## قصة الفيلم
تدور أحداث القصة حول (هدى) التي تعيش مع خالها الدكتور (إبراهيم)، والذي يرعاها كابنته بعد وفاة والديها، تقضي (هدى) حياة مرحة مع أصدقائها، ومن بينهم (عادل) الذي يطمع في الزواج منها، تنتاب (هدى) حالة من الصداع، ويتبين من الفحوص التي تجريها وجود ورم في المخ يجب استئصاله، فتظن أن حبه لها نوع من الشفقة عليها.

## وصلات
- هدى على موقع IMDb (الإنجليزية)
- هدى على موقع قاعدة بيانات الأفلام العربية
- هدى على موقع قاعدة بيانات الفيلم (الإنجليزية)
- هدى على موقع ليتربوكسد (الإنجليزية)
- هدى على موقع كينوبويسك (الروسية)
- هدى على موقع الدهليز
- هدى على موقع كاروهات